# Custoza

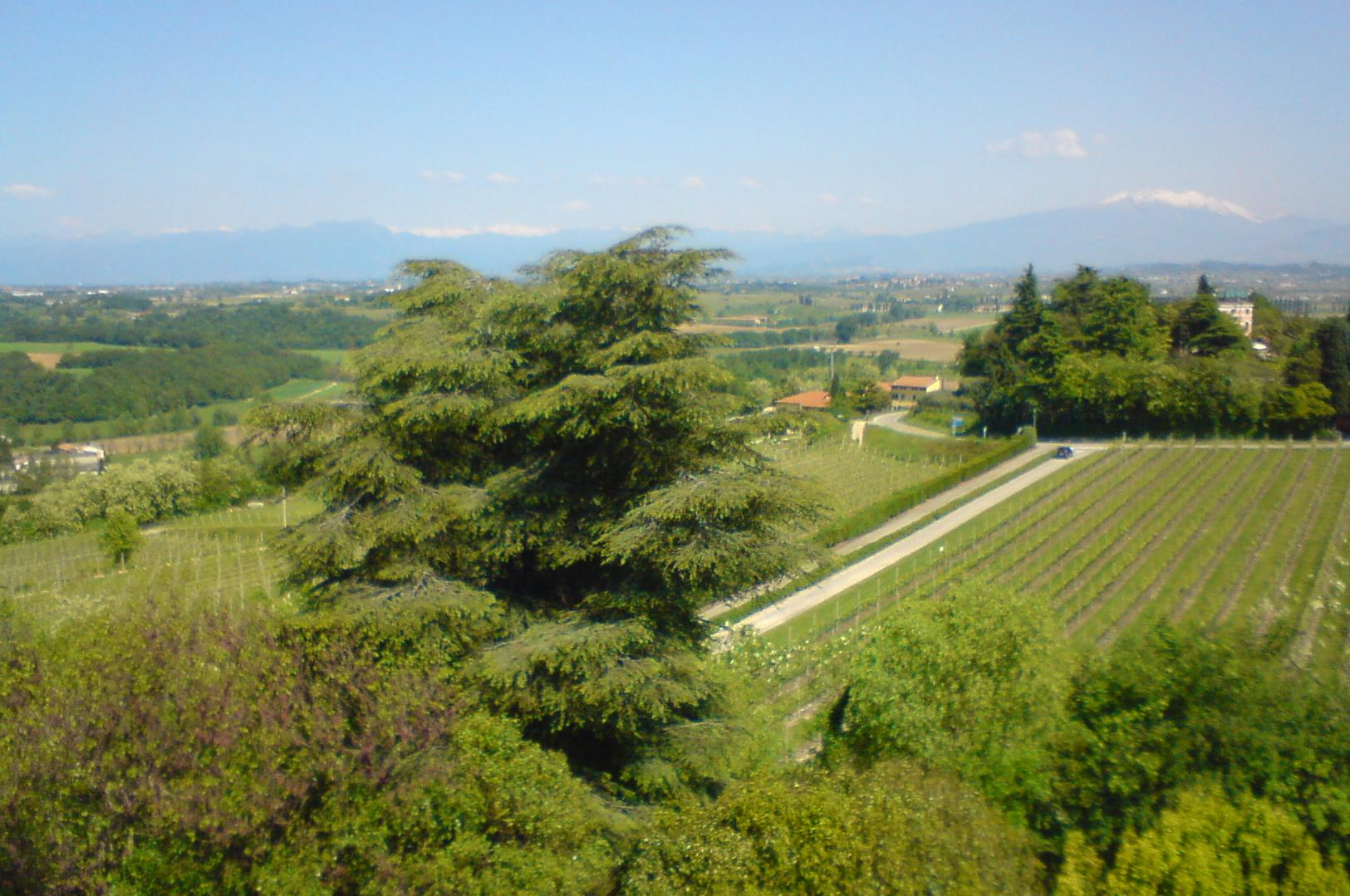
Blick vom Beinhaus in Custoza über die aus Endmoränen hervorgegangenen Weinberge Richtung Alpen

Custoza (früher Custozza) ist eine Fraktion von Sommacampagna südwestlich von Verona, das Schauplatz zweier Schlachten zwischen Österreich und Italien war. 

## Lage
Custoza liegt nahe dem Fluss Tione (der unmittelbar nach der Eiszeit vermutlich den Abfluss des Gardasees darstellte – das weite Mäander-Tal ist viel zu ausladend für den kleinen Tione), nicht weit entfernt von der Po-Ebene und etwa gleich weit entfernt von Sommacampagna, Valeggio und Villafranca.

## Geschichte

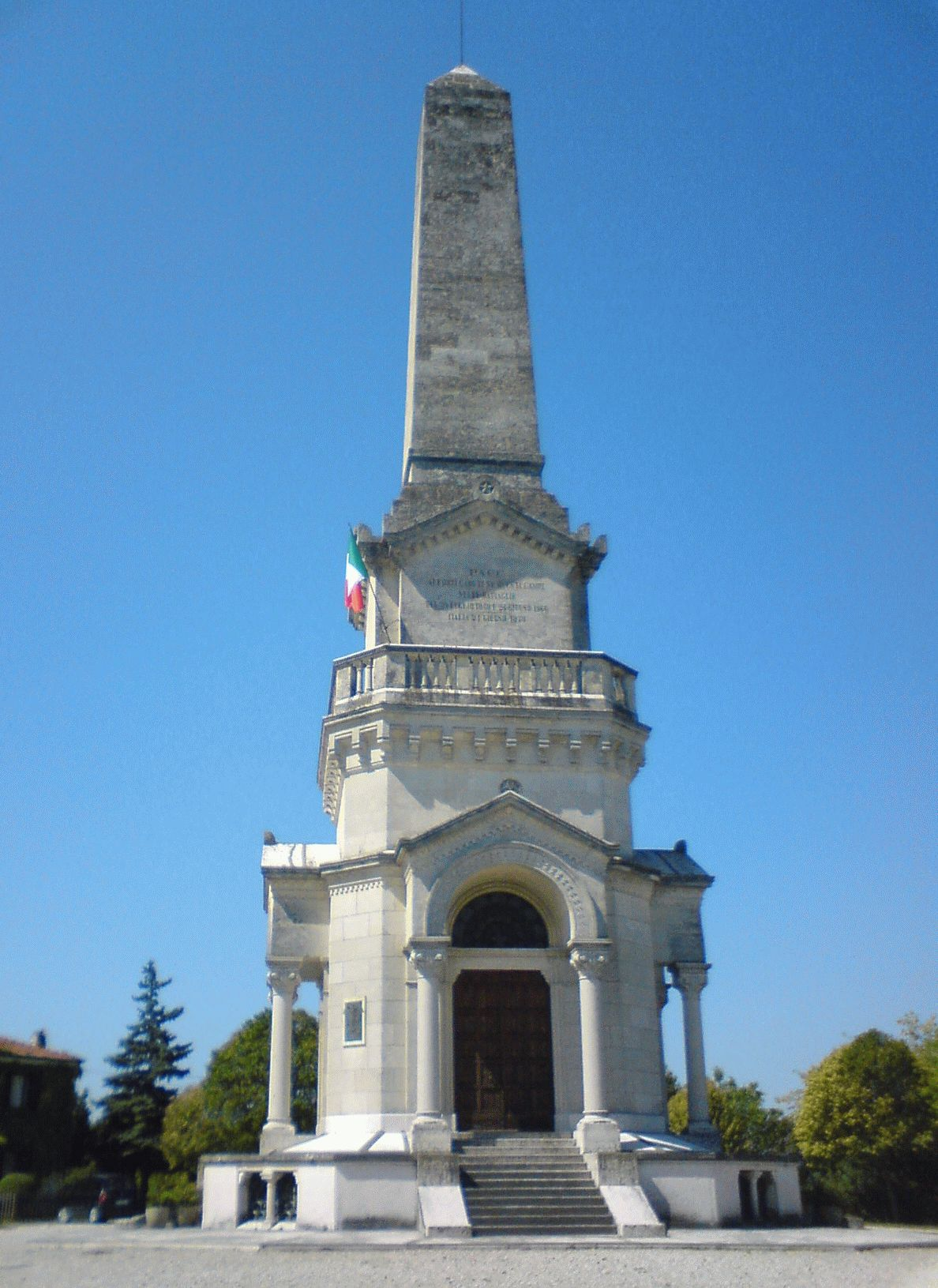
Beinhaus von Custoza

Am 25. Juli 1848 schlug hier Generalkommandant Johann Josef Wenzel Graf Radetzky das Heer Sardiniens unter König Albert (erste Schlacht bei Custozza); am 24. Juni 1866 besiegte Erzherzog Albrecht von Österreich das etwas größere italienische Heer unter dem piemontesischen Oberbefehlshaber General Alfonso La Marmora (zweite Schlacht bei Custozza). 
Ein Beinhaus in Form eines 38 m hohen Turmes in der Nähe des Dorfes erinnert an die zahlreichen Toten der beiden Schlachten.
Die Custozzakaserne in Neulengbach ist nach den Schlachten von Custozza benannt.

## Wirtschaft
Custoza ist auch für seinen DOC-Weißwein (Bianco di Custoza) mit einer Jahresproduktion von etwa 100.000 hl bekannt.